# 亞當與狗
《亞當與狗》（英語：Adam and Dog）是李明奎於2011年上映的一部美國動畫短片。該片獲得第85屆奧斯卡金像獎最佳動畫短片提名，並獲得第39屆安妮獎最佳動畫短片獎。
在獲得奧斯卡獎提名後，這部電影與ShortsHD的其他15部奧斯卡獎提名短片一起在電影院上映。

## 情節
這部電影從狗的角度重述了亞當與夏娃的故事。狗在伊甸園中，探索它的環境並遇到各種動物。從領土標記到對路過的乳齒象吠叫到試圖與狐猴交朋友，狗的本性在各種場景中都得到了體現。有一天在大草原上，它遇到了亞當，亞當也在探索伊甸園，並餵了狗一些穀物，撫摸它後繼續前進。第二天，亞當在樹上與一隻鳥互動，而狗又看到了亞當。亞當把一個水果扔給狗，然後爬了下來。
他很驚訝狗對他拿著的樹枝著迷了。當他把樹枝扔掉時，狗便把樹枝拿回來;對狗吠時，狗會很興奮。於是，他們成為了朋友並且一起探索伊甸園。但有一天，狗看到亞當和一個新生物(長著紅頭髮的夏娃)在一起玩樂。狗試圖讓亞當感興趣，但亞當為了擺脫狗，將棍子扔得很遠。當狗拿著棍子回來時，亞當和夏娃已經走了。狗整天等他回來。晚上，狗在伊甸園裡遊蕩，突然下起了大雨，並看到亞當和夏娃，穿著衣服，正要穿過森林。狗追著他們，歡呼雀躍，但當亞當轉身時，他的臉卻變得十分扭曲和險惡。
同時，其他動物也逃離亞當與夏娃。他們因而停了下來，背對著狗站著。並看起來很慚愧、沮喪和孤獨。第二天，亞當和夏娃從伊甸園走出，進入一片荒涼的沙漠。他們穿著粗糙的動物皮毛。狗看到他們離開，走出伊甸園，停頓了一下，然後返回伊甸園，嘴裡叼著棍子衝出去，朝他們跑去。在最後一個場景中，狗把棍子放在驚訝的亞當腳下。亞當跪下來撫摸狗，告訴夏娃狗是誰。夏娃跪在狗面前，擁抱並親吻它。亞當和夏娃一起手牽著手繼續走出伊甸園，而狗就在他們身邊走。

## 製作經過
李明奎導演在就讀加州藝術學院時提出了亞當與狗的想法。隨後，他於2009年底開始製作這部電影。接下來的兩年裡，李明奎在業餘時間與一群動畫師朋友創作了這部電影，由迪斯尼動畫師格倫基恩指導。

## 特色
李明奎導演曾表示：這部電影旨在解釋為什麼人類和狗之間有如此密切的聯繫。與許多動畫電影不同，狗沒有被描繪成“人”，也不會說話。

## 外部連結
- Official page的Tumblr
- 互联网电影数据库（IMDb）上《亞當與狗》的资料（英文）